# Alisha Silver
Alisha Silver är en fiktiv figur i Spindelmannen.

## Historia
Alisha Silver var en gammal klasskamrat till Peter Parker (Spindelmannen) och doktor Curt Connors briljanta labbassistent, men hon var även dotter till Silvermane som kontrollerade stora delar av New Yorks kriminella verksamhet, detta hemlighöll hon för alla.
Efter att hennes far försökt bli ung igen och förvandlats till ett barn tar hon över hans plats och börjar utarbeta en plan för att hjälpa sin pappa.
Den plan hon kommer på går ut på att tillfångata Spindelmannen och ge sin pappa hans kropp, hon vet redan hur hon ska komma i kontakt med Spindelmannen eftersom hon är en god vän till Peter Parker och vet att han står nära Spindelmannen berättar hon för honom att hon hamnat i problem och behöver Spindelmannens hjälp. Peter, som vill hjälpa henne säger att han kan ordna ett möte med Spindelmannen och Alisha ber honom att säga till Spindelmannen att möta henne i en öde fabrikslokal följande kväll.
Följande kväll väntar hon i den övergivna fabriken och Spindelmannen kommer kort därefter, följd av Black Cat som vill hjälpa till. Alisha ber de båda hjältarna följa med henne in i fabriken och ber dem gå först eftersom hon påstår sig vara rädd för att träffa på några hemlösa, Spindelmannen och Black Cat går med på detta och när de befinner sig i en trång korridor drar Alisha fram en pistol som skjuter ut elektriska band som binder fast målet och skjuter snabbt superhjälten och hjältinnan. De båda blir överrumplade och fångas.
Hon transporterar sedan de båda hjältarna till sin bas, väl där möts de av Chameleon som binder fast dem vid en vägg. Alisha förbereder sig för att sätta igång den maskin som ska ge hennes pappa Spindelmannens kropp men hejdar sig då hon vill demaskera hjältarna först.
Men innan hon hinner demaskera dem förråder Chameleon henne eftersom han har andra planer för hjältarna, han ger därmed oavsiktligt Black Cat en chans att fly och hon tar den och besegrar snabbt både Chameleon och Alisha, sedan befriar hon Spindelmannen och de överlämnar Alisha till polisen.
Hon antas sitta inlåst fortfarande.